# Garo Hamamcıoğlu
Karabet "Garo" Hamamcıoğlu (* 24. April 1945 in Istanbul) ist ein ehemaliger türkischer Fußballspieler armenischer Herkunft und derzeitiger Vorsitzender des Sportklubs Taksim SK.

## Karriere
Er begann mit seiner Fußballkarriere bei Taksim SK im Jahre 1963. Er spielte zwei Saisons für das Team, bis er 1965 in die Türkische Armee zum Wehrdienst eingezogen wurde. Während der Militärzeit spielte er eine Saison lang für Gölcük Denizgücü.
Nach dem Wehrdienstes ging Hamamcıoğlu 1967 zum Sarıyer G.K. in der Zweiten türkischen Fußballliga. Er spielte dort 13 Saisons und zog sich 1980 aus dem Fußballleben zurück. Hamamcıoğlu spielte in insgesamt 483 Spielen für Sarıyer G.K. und erzielte 165 Tore. Er ist derzeit der dritte Rekordnationalspieler für Sarıyer G.K.
Er war viermal der Topstürmer in der Zweiten Türkischen Fußballliga. Viele Erstligisten versuchten ihn für ihre Mannschaften zu verpflichten, doch Garo blieb bis zu seinem Rückzug aus dem Fußball bei Sarıyer G.K. Hamamcıoğlu spielte im Alter von 35 Jahren auch kurzzeitig für Taksim SK in der Istanbuler Amateurliga, nachdem er seinen Rückzug aus dem Fußball rückgängig gemacht hatte.

## Vereinsvorsitzender
Nachdem er sich erneut aus dem Fußball zurückgezogen hatte, kehrte Hamamcıoğlu als Führungskraft abermals zum Taksim SK zurück. Er ist Vorsitzender des Klubs.

## Aktivitäten
Garo Hamamcıoğlu war auch Ko-Kapitän des türkisch-armenischen Kaders bei den PanArmenischen Spielen.
Er ist Friedensaktivist und setzt sich für die Verbesserung der Beziehungen zwischen dem türkischen und dem armenischen Volk ein.
Er war allerdings gegen den Gesetzesentwurf des französischen Senats, der die Leugnung des Völkermords an den Armeniern unter Strafe stellte.